# Velevetka
Velevetka – album studyjny polskiej piosenkarki Weroniki Korthals. Wydawnictwo ukazało się 28 listopada 2011 roku nakładem Agencji Muzycznej Polskiego Radia w dystrybucji Warner Music Poland.
Album zawiera jedenaście utworów oraz bonus w postaci piosenki świątecznej Pada śnieg. Do wszystkich piosenek muzykę skomponowała Korthals, a teksty napisali: Vanessa Zelmek i Łukasz Tartas. Tekst kaszubski w piosenkach: Pada śnieg i Skąd wiesz przetłumaczył Tomasz Fopke.

## Lista utworów
| #   | Tytuł                                                                     | Czas |
| --- | ------------------------------------------------------------------------- | ---- |
| 1.  | Nie chcę sama spać Słowa: Vanessa Zelmek Muzyka: Weronika Korthals-Tartas | 3:00 |
| 2.  | Było minęło Słowa: Vanessa Zelmek Muzyka: Weronika Korthals-Tartas        | 3:26 |
| 3.  | Gdzie on jest Słowa: Vanessa Zelmek Muzyka: Weronika Korthals-Tartas      | 3:30 |
| 4.  | Velevetka Słowa: Vanessa Zelmek Muzyka: Weronika Korthals-Tartas          | 2:40 |
| 5.  | Pokochaj mnie Słowa: Vanessa Zelmek Muzyka: Weronika Korthals-Tartas      | 3:08 |
| 6.  | Jesteś jak pogoda Słowa: Łukasz Tartas Muzyka: Weronika Korthals-Tartas   | 3:40 |
| 7.  | Kto by pomyślał Słowa: Vanessa Zelmek Muzyka: Weronika Korthals-Tartas    | 3:17 |
| 8.  | Co w duszy gra Słowa: Vanessa Zelmek Muzyka: Weronika Korthals-Tartas     | 3:26 |
| 9.  | Kołysanka Słowa: Vanessa Zelmek Muzyka: Weronika Korthals-Tartas          | 3:14 |
| 10. | Skąd wiesz Słowa: Vanessa Zelmek Muzyka: Weronika Korthals-Tartas         | 3:40 |
| 11. | Nie pytaj mnie słowa: Vanessa Zelmek Muzyka: Weronika Korthals-Tartas     | 2:55 |
| 12. | Pada śnieg słowa: Vanessa Zelmek Muzyka: Weronika Korthals-Tartas         | 2:51 |

## Single
| #  | Tytuł                              | Realizacja: |
| -- | ---------------------------------- | ----------- |
| 1. | Pokochaj mnie reż: Piotr Nalepa    | Futro Film  |
| 2. | Pada śnieg reż: Malwina Korthals   | Malvision   |
| 2. | Było, minęło reż: Tadeusz Korthals | Malvision   |